# Hilary Johnson
Hilary Richard Wright Johnson (ur. 1 czerwca 1837 w Monrovii, zm. 1901) – liberyjski polityk, prezydent Liberii od 1884 do 1892. Przed prezydenturą pełnił funkcję sekretarza stanu Liberii. 